# 여성주의의 운동과 이념

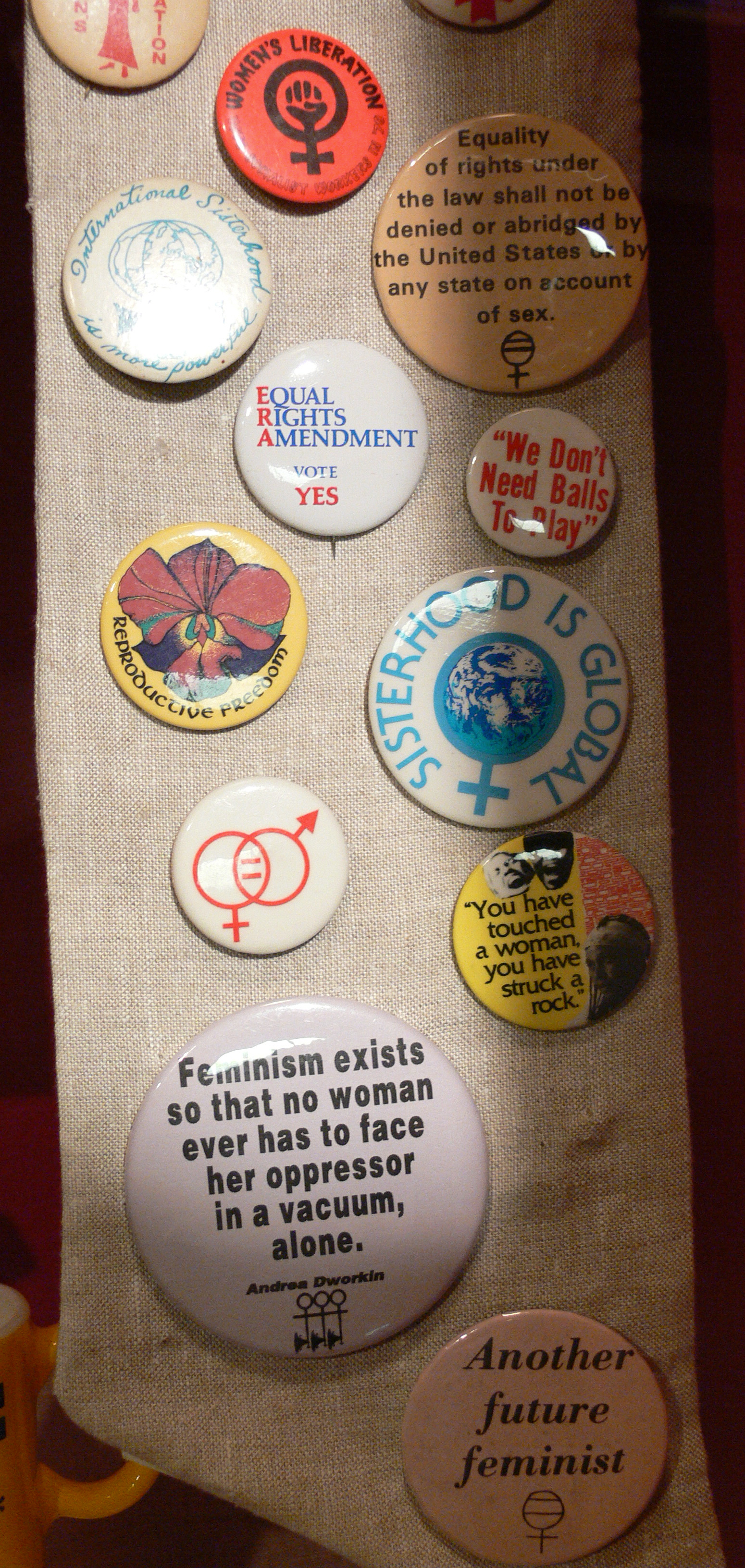
여성주의의 메세지가 담긴 뱃지

여성주의 운동의 다양성은 시간이 지나면서 발전되어 왔다. 목표, 전략. 제휴 등에서 다양한 모습을 보이고 있다. 이들은 종종 중첩되기도 하고 일부 여성주의자는 자기 자신을 여러 개의 여성주의 분파 이론으로 규정하기도 한다.

## 급진적 여성주의
급진적 여성주의는 가부장제가 사회를 지배하는 권력구조로 보고, 남성주의가 여성을 억압한다는 관점에서 비롯된다. 초기 미국의 급진 여성주의자 파이어스톤은 가부장제하에서 여성억압의 근원을 신체적 성차에 두었는데, 가부장제는 초역사적인 것이며 가장 근원적인 구조이기 때문에 현재 진행되는 가족의 형식에서는 그 대안을 찾기 어렵다고 본다. 그러므로 급진적 여성주의자들은 여성은 분리주의를 채택하여 가부장제로부터 철수하여야 하며, 남성과는 무관한 여성 문화를 발전시켜야 한다고 주장한다. 급진적 여성주의자들은 여성의 성, 출산, 육아와 같은 여성의 신체적 능력을 찬양하고, 이러한 사적인 문제들을 정치적이고 학문적인 영역으로 끌어들이려고 노력하는가 하면, 이성애를 평등한 관계로 변화시키는 노력의 일환으로 레즈비어니즘과 깊은 연관성을 가지기도 한다.

## 무정부주의
무정부주의 여성주의는 무정부주의와 여성주의를 결합한 것으로, 일반적으로 가부장제를 비자발적 위계가 현시된 것으로 간주한다. 무정부주의 여성주의자는 가부장제에 대한 투쟁은 계급 투쟁과 국가에 대한 무정부주의적 투쟁의 필수적인 부분이라고 생각한다. 무정부주의 철학은 무정부주의적 투쟁을 여성주의 투쟁을 비롯한 여러 투쟁의 필수적인 요소로 본다. L. 수전 브라운(L. Susan Brown)는 "무정부주의는 모든 권력의 관계에 반대하는 정치 철학이며, 그것은 본질적으로 페미니스트이다."라고 말하였다.
역사적으로 중요한 인물로는 엠마 골드먼(Emma Goldman),  Federica Montseny, Voltairine de Cleyre, Maria Lacerda de Moura, 루시 파슨스(Lucy Parsons) 등이 있다. 스페인 내전 당시 자유적 무정부주의 연맹(Federación Anarquista Ibérica)과 연관된  무정부주의 여성주의자 모임인 Mujeres Libres ("자유로운 여성")은 무정부주의와 여성주의 사상 둘 다를 옹호하기 위하여 조직되었다.

## 사회주의와 마르크스주의
사회주의 여성주의는 여성에 대한 억압을 착취, 억압, 노동에 대한 마르크스의 사상과 연결시킨다. 사회주의 여성주의자들은 여성의 일터와 가정 양쪽에서의 불평등한 입지가 여성을 억압한다고 생각한다. 사회주의 여성주자들은 매춘, 가사, 육아, 결혼을 여성과 여성이 하는 지속적인 노동의 가치를 절하하는 가부장제가 여성을 억압하는 방법으로 본다. 사회주의 여성주의자들은 개인적인 기반보다는 사회 전체에 영향을 미치는 광범위한 변화에 그들의 에너지를 집중시킨다. 또한 이들은 여성의 억압을 자본주의 체제에 속한 모두에게 영향을 미치는 더 큰 경향의 일부로 보기 때문에 남성뿐만 아니라 모든 집단과 함께 연대할 필요성을 이해한다.
사회주의 여성주의자의 일부, 래디컬 위민(Radical Women)과 프리덤 소셜리스트 파티(Freedom Socialist Party)의 다수는 프리드리히 엥겔스와 아우구스트 베벨의 고전적 마르크스주의 저작을 젠더 억압과 계급 착취 사이의 연결에 관한 강력한 설명으로 지목한다. 일부 또 다른 사회주의 여성주의자들은 젠더 억압에 대한 이러한 시각은 순진하다고 비판하고, 다수의 사회주의 여성주의자의 저작은 젠더 현상을 계급 현상에서 분리하는 것으로 나아갔다. 일부 사회주의 여성주의자들은 이러한 전통적인 마르크스주의적 개념은 더 넓은 계급 억압에 젠더 문제를 포괄시킨 것 이외에는 젠더 억압에 대해여 침묵하였다고 비판하였다.

## 문화적 여성주의
문화적 여성주의는 저평가된 여성의 특성이라고 생각되는 것을 재확인하는 "여성 본성"이나 "여성성"에 대한 이념이다. 그것은 여성과 남성 간의 차이를 강조하지만, 그러한 차이는 심리적인 것이며, 생물학적으로 선천적이라기 보다는 문화적으로 구성된 것이라고 생각한다. 문화적 여성주의에 대한 비판자들은 문화적 여성주의가 남성과 여성의 사이의 차이에 대한 본질주의적 시각이 기반하고 있으며, 자활과 제도 마련을 지지하였기 때문에 여성주의자를 정치에서 "라이프스타일"로 후퇴시켰다고 주장한다. 이러한 비판자 중의 한 명인 엘리스 에콜스(Alice Echols)는 레드스타킹스의 일원인 브룩 윌리엄스(Brooke Williams)가 급진적 여성주의 비정치화를 설명하기 위하여 문화적 여성주의라는 용어를 1975년에 소개한 것으로 보고 있다.

## 분리주의자와 레즈비언
분리주의 여성주의는 이성애자들 간의 관계를 지지하지 않는 급진적 페미니즘의 한 형태이다. 레즈비언 여성주의는 그러므로 밀접하게 연관되어 있다. 분리주의 여성주의자들은 남성과 여성 사이의 불일치는 해결할 수 없다고 주장한다. 분리주의 여성주의자들은 일반적으로 남성들이 남성들이 페미니스트 운동에 긍정적인 기여를 할 수 있다고 생각하지 않으며 심지어 선의의 남성들도 가부장적 역학을 복제할 수 있다고 생각한다.

## 흑인 여성주의
흑인 여성주의는 성차별주의, 계급 억압, 인종차별주의는 함께 묵여 있다고 주장한다. 성차별과 계급 억압을 극복하고자 하면서도 인종을 무시하는 여성주의 형성은 인종적 편향을 통하여 여성을 포함한 다수의 사람을 차별할 수 있다. 전미 흑인 여성주의자 기구(National Black Feminist Organization; NBFO)은 Florynce Kennedy와 Margaret Sloan, Doris Wright에 의해 1973년에 설립되었으며, Wright에 의하면 성차별주의와 인종주에 대한 그 어떤 단체보다도 더욱 전면적인 공격을 시작하였다. NBFO는 또한 보스톤을 기반으로 한 단체인 Combahee River Collective가 1974년에 설립되는 것에 영향을 주었으며, 이 단체는 보스톤에서 십여 년 동안 중요한 무정부주의 활동을 이끌었을 뿐만 아니라, 이후 20년 이상 지속되는 흑인 여성주의의 청사진을 제시하였다.

## 프랑스
1970년대 프랑스 여성주의자들은 '여성적 글쓰기'로 해석되는 'I’Ecriture féminine'의 개념으로 여성주의에 접근하였다. 엘렌 식쑤(Hélène Cixous)는 글쓰기와 철학이 남근 중심적이라고 주장하며, Luce Irigaray와 같은 다른 여성주의들과 함께 전복적인 실천으로서 "몸으로부터 글쓰기"를 강조하였다. 페미니스트 정신분석학자이자 철학자 인 줄리아 크리스테바 (Julia Kristeva)의 연구는 페미니즘 이론, 특히 페미니스트 문학 비평에 영향을 미쳤다.